# Leskea congesta
Leskea congesta là một loài Rêu trong họ Leskeaceae. Loài này được (Sw. ex Hedw.) Sw. mô tả khoa học đầu tiên năm 1806.